# Palais Mariinsky
 (juillet 2025).
Si vous disposez d'ouvrages ou d'articles de référence ou si vous connaissez des sites web de qualité traitant du thème abordé ici, merci de compléter l'article en donnant les références utiles à sa vérifiabilité et en les liant à la section « Notes et références ».
Ne doit pas être confondu avec Palais Marie.
Le palais Mariinsky (en ukrainien : Маріїнський палац, Mariyins'kyi palats) est un édifice situé à Kiev, en Ukraine. Palais baroque longeant le Dniepr, il est contigu au bâtiment néo-classique accueillant la Rada, le Parlement national. Il est utilisé, depuis 1991, comme résidence d'apparat pour le président de l'Ukraine.

## Histoire
Le palais a été construit en 1744 sur l'ordre de l'impératrice Élisabeth ; sa conception est due à Bartolomeo Rastrelli, l'architecte le plus réputé qui travaillait à l'époque dans l'Empire russe.
De concert avec un groupe d'autres architectes un des élèves de Rastrelli, Ivan Mitchourine termine le palais en 1752.
L'impératrice Élisabeth, cependant, ne vit pas assez longtemps pour le voir. La première souveraine à y séjourner est l'impératrice Catherine II, qui se rend à Kiev en 1787. À la fin du XVIIIe siècle et au début du XIXe siècle, le palais est la résidence principale des gouverneurs généraux.
Au début du XIXe siècle, le palais est complètement détruit par une série d'incendies.
Un demi-siècle plus tard environ, en 1870, Alexandre II le fait reconstruire par l'architecte Konstantin Mayevsky, qui se base sur d'anciens dessins et d'anciennes aquarelles.
Galamment le tsar le rebaptise du nom de son épouse, l'impératrice  Maria Alexandrovna et, pour lui complaire, fait agencer un grand parc sur le flanc sud du palais.
Le palais est utilisé jusqu'en 1917 comme résidence pour les membres de la famille impériale en visite.
En 1917-1920, pendant la guerre civile , le palais est utilisé comme quartier-général militaire. Dans les années 1920, le bâtiment abrite une école d'agriculture et, peu de temps après, devient un musée.
Sévèrement endommagé au cours de la Seconde Guerre mondiale, il est restauré à la fin des années 1940. Une autre restauration importante s'est terminée au début des années 1980.
Si le palais Mariinsky est considéré comme une résidence présidentielle, tous les présidents ukrainiens ont préféré résider à la maison aux Chimères, utilisant le palais Mariinsky comme résidence d'apparat.

## Résidence présidentielle
Le palais Mariinsky est la résidence officielle du président Ukrainien. Il est utilisé lors des réceptions officielles de chefs d'État étrangers et pour les cérémonies e remises des lettres de créance des ambassadeurs ou de décorations.
En revanche, les bureaux de la présidence ukrainienne se situent au sein du bâtiment de l'administration présidentielle, située rue Bankova à Kiev.

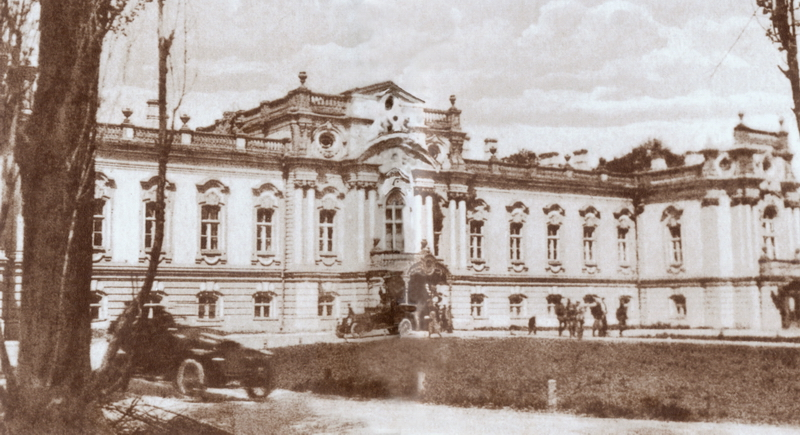
Le palais en 1918.
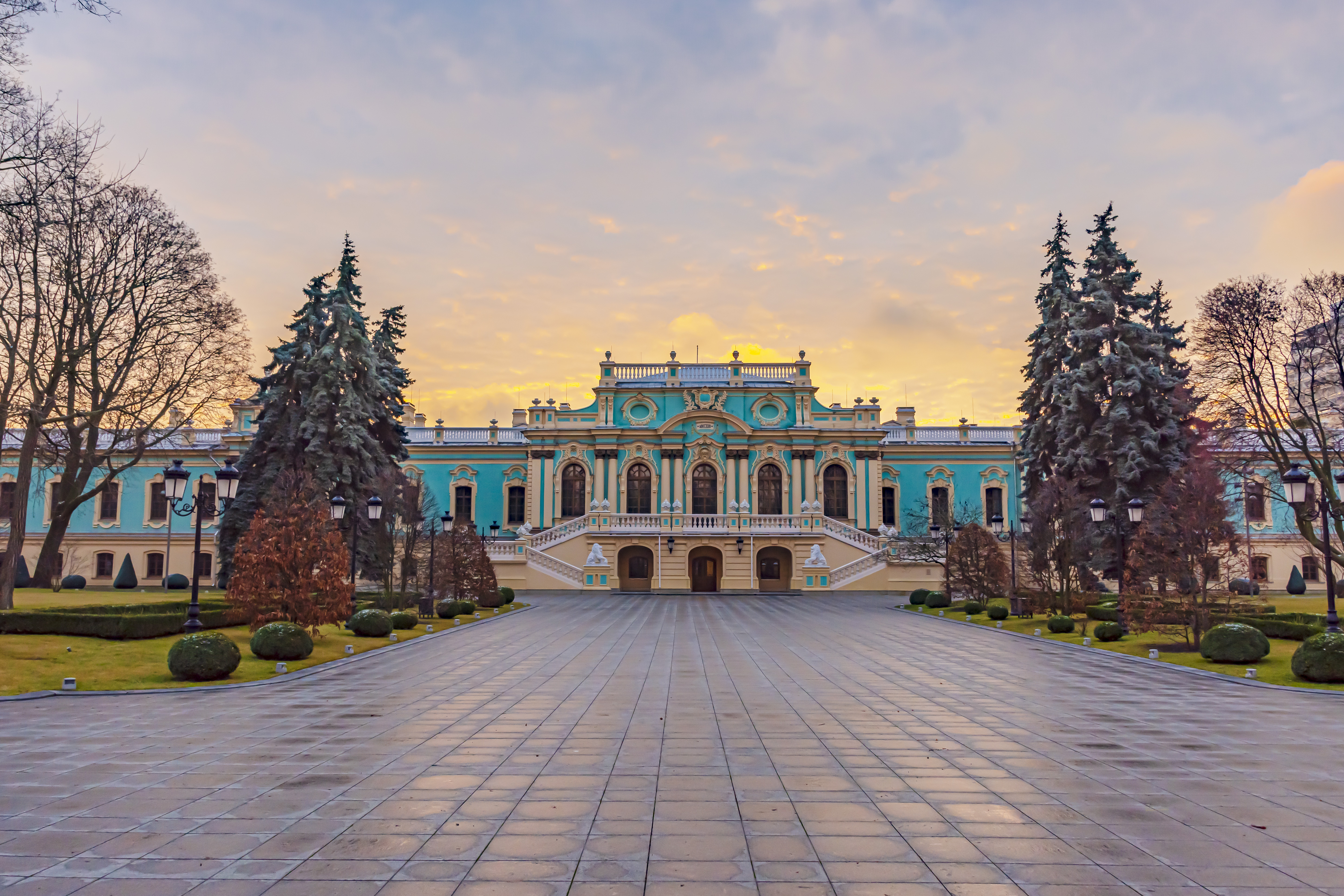
Façade arrière du palais.
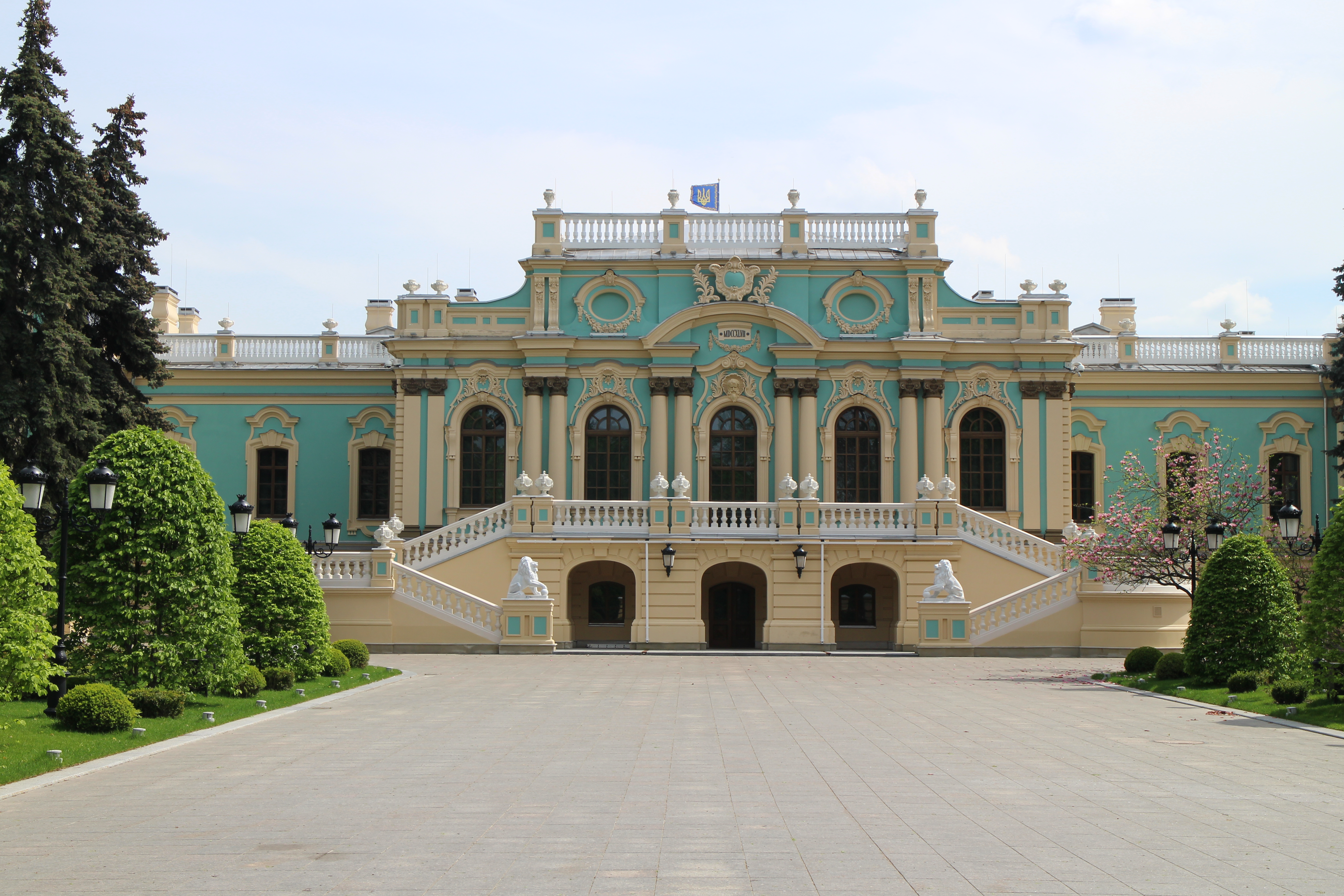
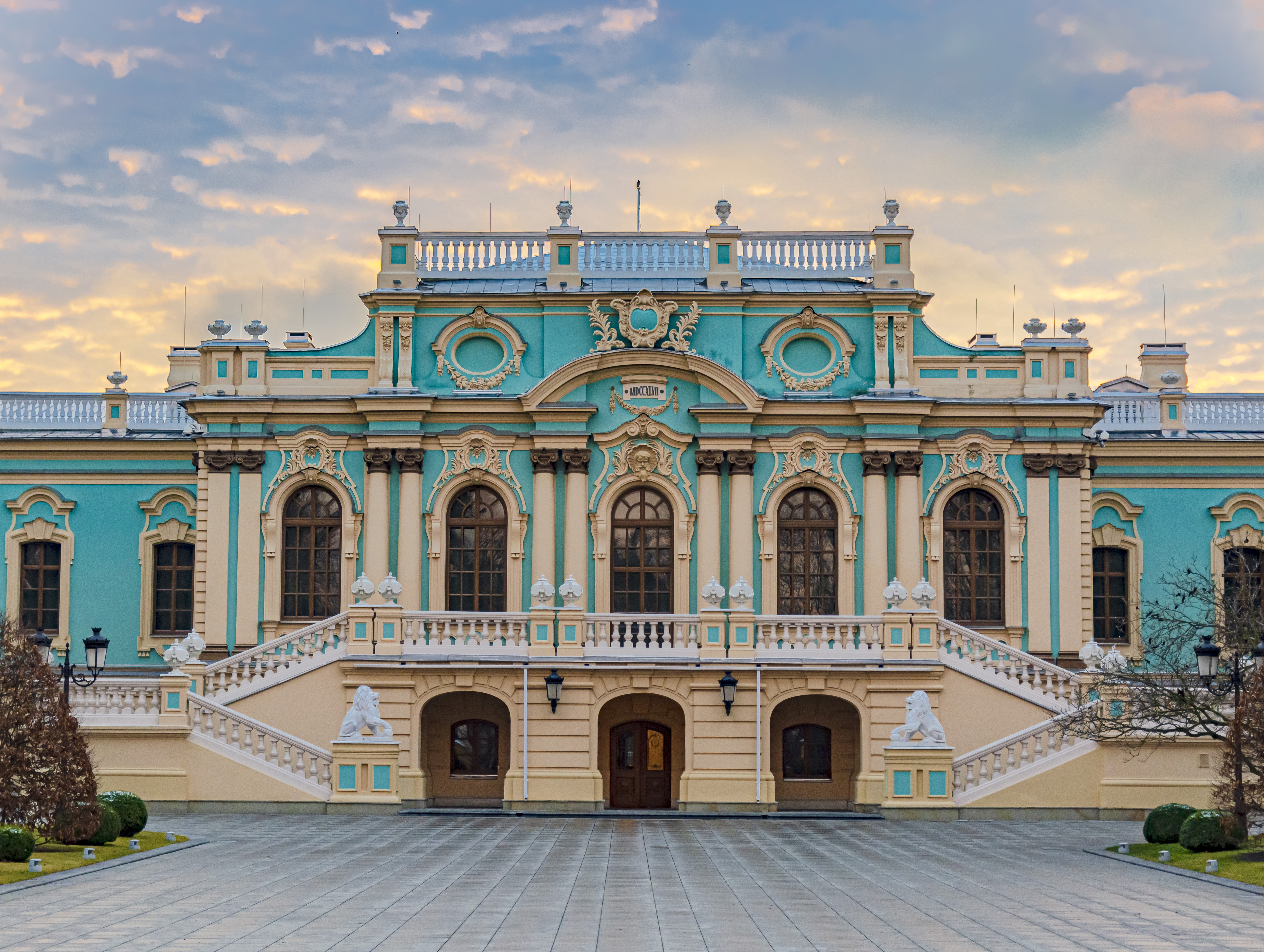
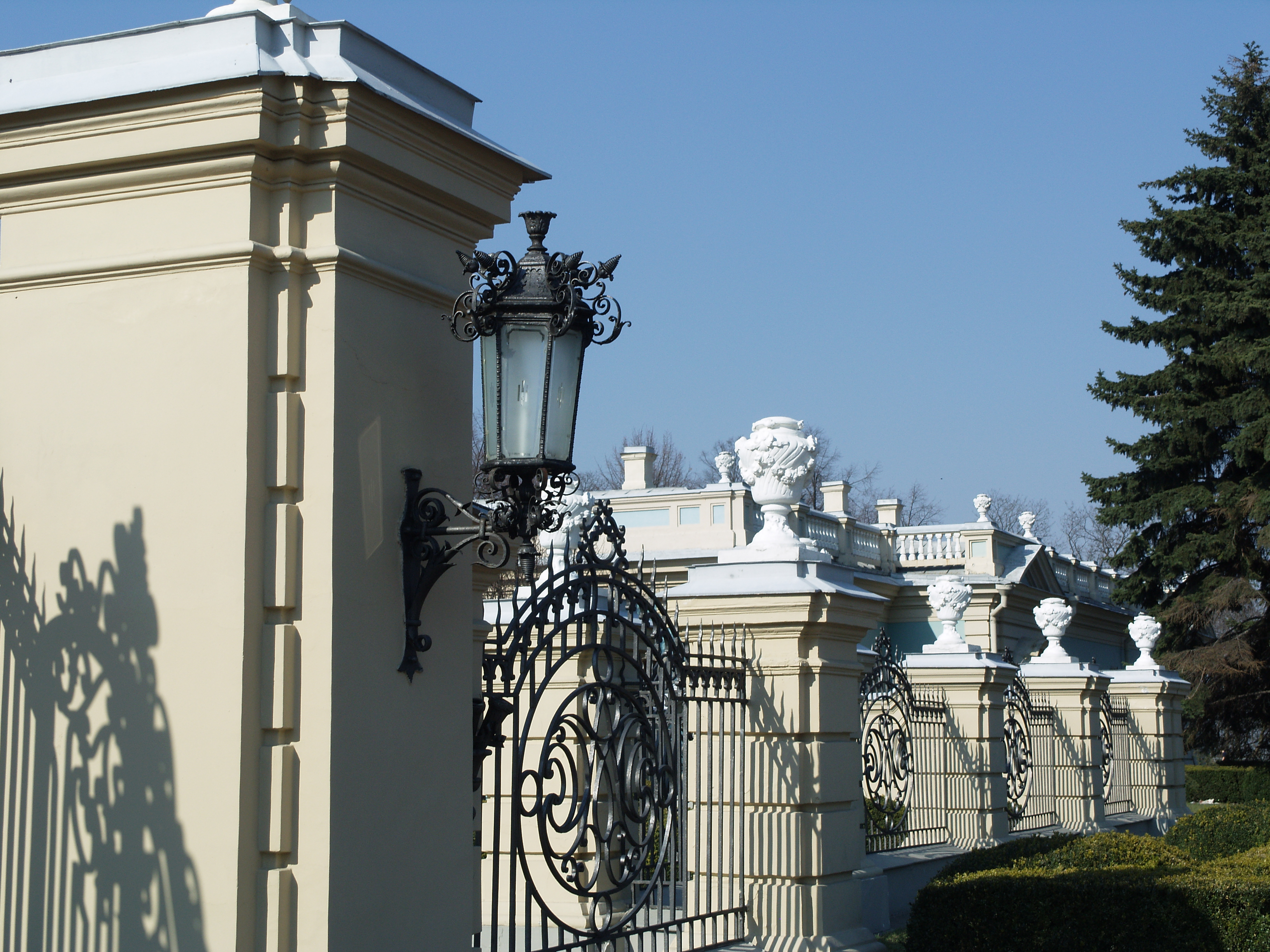
Grilles du palais.
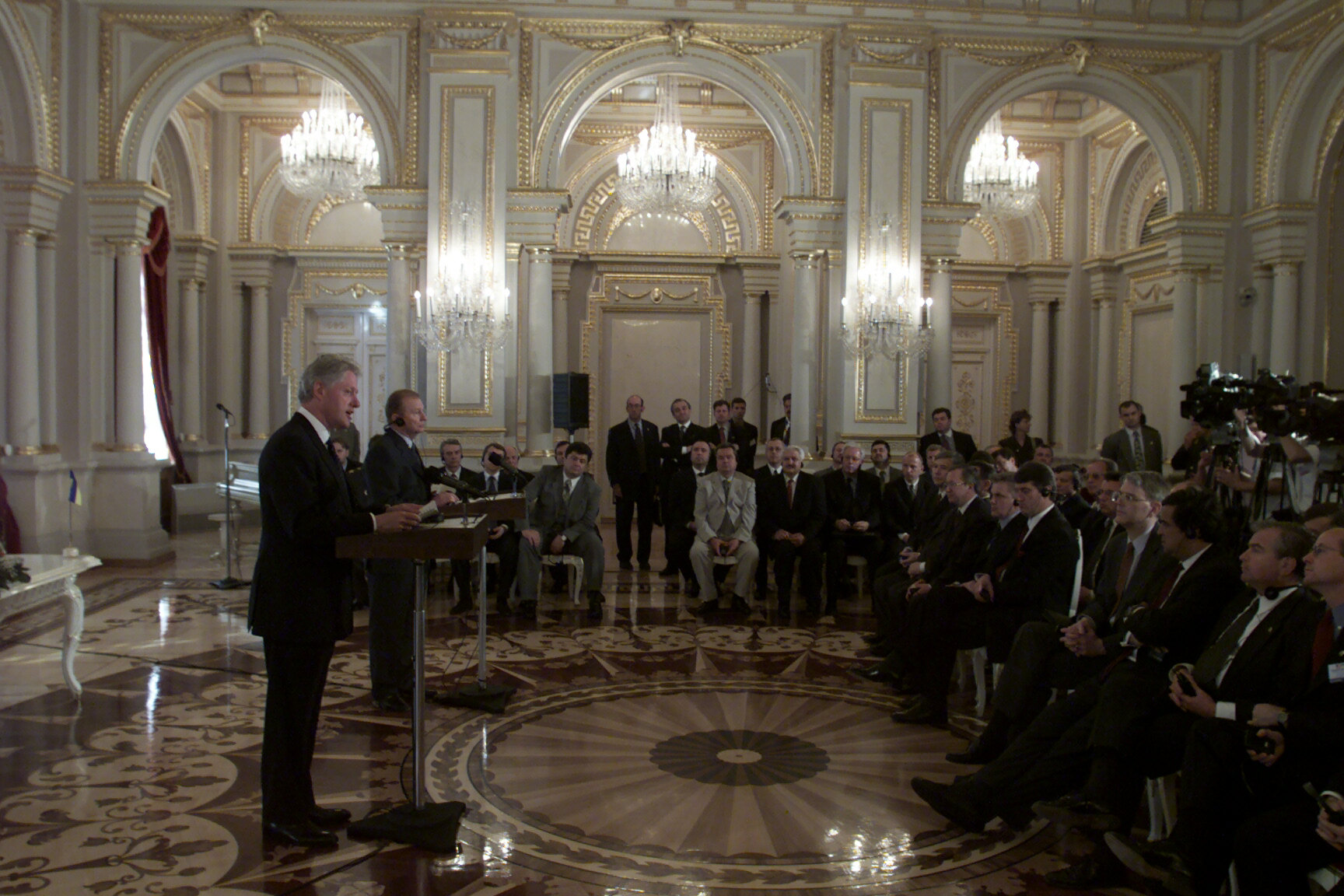
Bill Clinton et Leonid Koutchma en 2000.
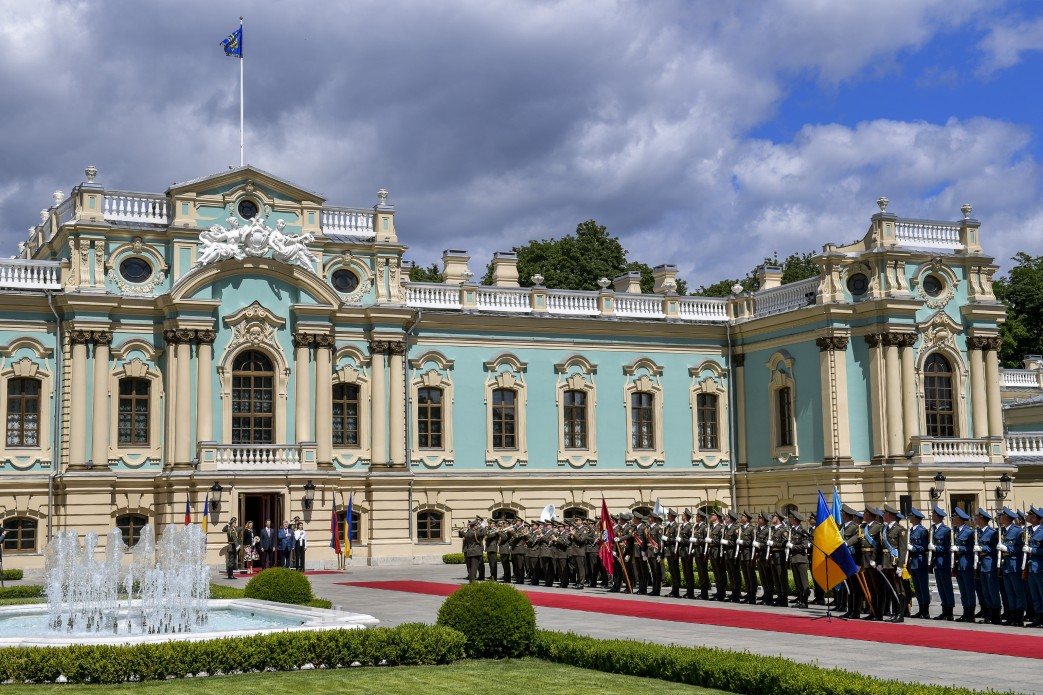
Visite du prince Nicolas de Liechtenstein en 2018.

Le palais est inscrit au Registre national des monuments d'Ukraine sous le  numéro : 80-382-0098.

## Référence
- (en) Cet article est partiellement ou en totalité issu de l’article de Wikipédia en anglais intitulé « Mariyinsky Palace » (voir la liste des auteurs).

1. ↑  numéro :  80-382-0098.